# 슬럼버랜드
"슬럼버랜드"(영어: Slumberland)는 2022년 개봉한 미국의 판타지, 코미디, 모험 영화로, 프랜시스 로런스가 감독을 맡았다.

## 출연

### 주연
- 제이슨 모모아 : 플립 역
- 말로 바클리 : 니모 역

### 조연
- 크리스 오다우드 : 필립 역
- 카일 챈들러 : 피터 역
- 웨루케 오피아 : 그린 요원 역
- 인디아 드 뷰포트 : 아리아 역
- 험벌리 곤잘레스 : 그라시엘라 역
- 토냐 코르넬리세 : 레드 요원 역
- 돼지 인형 : 피그 역